# Farman MF.11
Farman MF.11 est un avion de reconnaissance français monomoteur conçu par Maurice Farman en 1914 mis en service au début de la Première Guerre mondiale. Il a également œuvré comme bombardier. Il est le successeur du Farman MF.7, mis en service en 1913.

## Histoire
Dessiné par Maurice Farman, le frère d'Henri Farman, il est le type même des avions de reconnaissance alliés, depuis le début de la guerre (dans sa version MF.7) jusqu'à fin 1915. Il a également été utilisé comme avion bombardier par différentes escadrilles, notamment l'escadrille 29,. Il servit ensuite à l'écolage.
Le MF.7 a été baptisé par les Britanniques Longhorns (longues cornes) en référence aux longs patins présents à l'avant de l'avion. Le MF.11, qui ne possède pas ces patins, a été baptisé Shorthorns (cornes courtes), suivant la même logique. 

## Armements
Le MF.11 pouvait être équipé d'une mitrailleuse Lewis de 7,7 mm. Celle-ci était soit montée pour tirer vers l'avant ou vers l'arrière. Dans ce dernier cas, elle était accessible par le pilote en se levant. Elle se trouvait sur le bord d'attaque de l'aile supérieure. 

## Variantes
L'Italie produisit une version nationale de l'avion, en modifiant légèrement le design. 
Le Farman MF.11 bis est une variante du MF.11 où l'observateur est placé devant le pilote. Il a accès à une mitrailleuse Hotchkiss M1909 placée en amont de la nacelle.

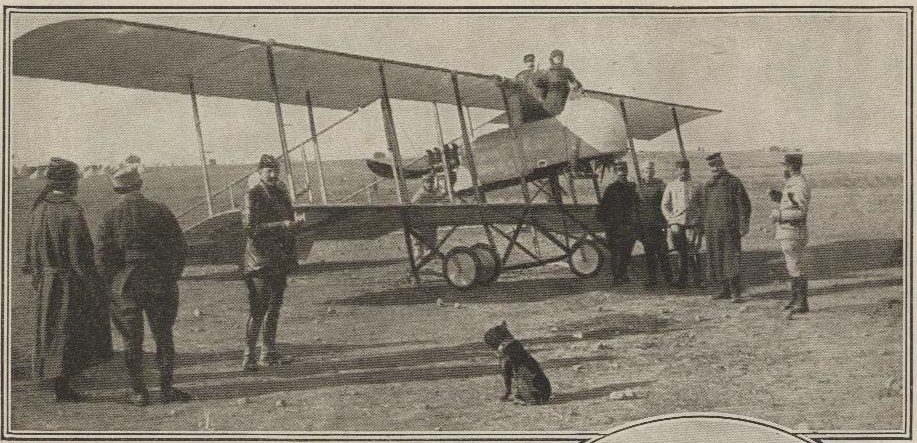
MF11 basé à Chio, mars 1916.
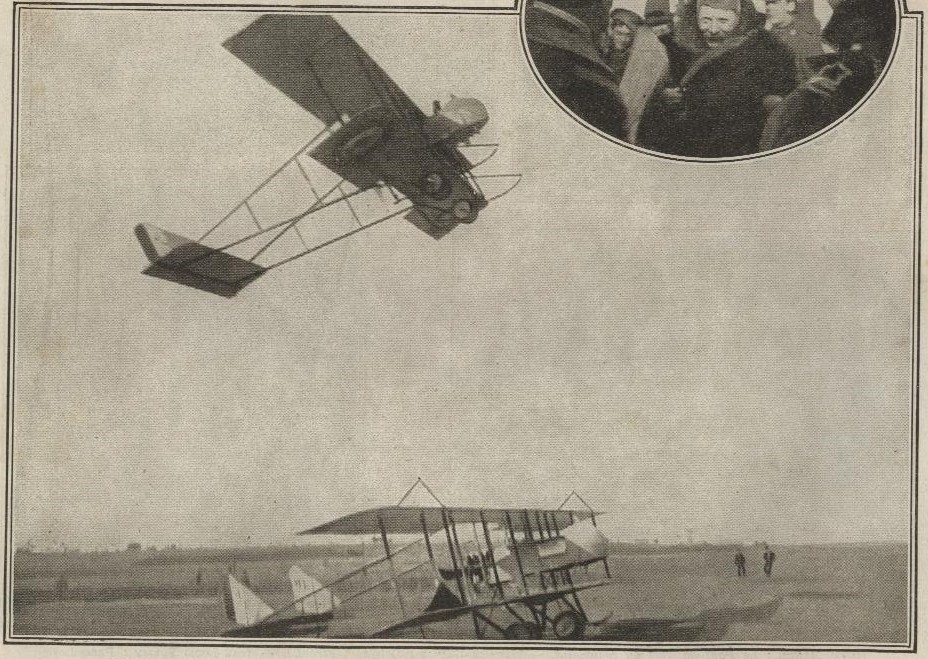
Deux MF11 s'envolant depuis Boudros vers Lemnos, le général Baumann en médaillon.
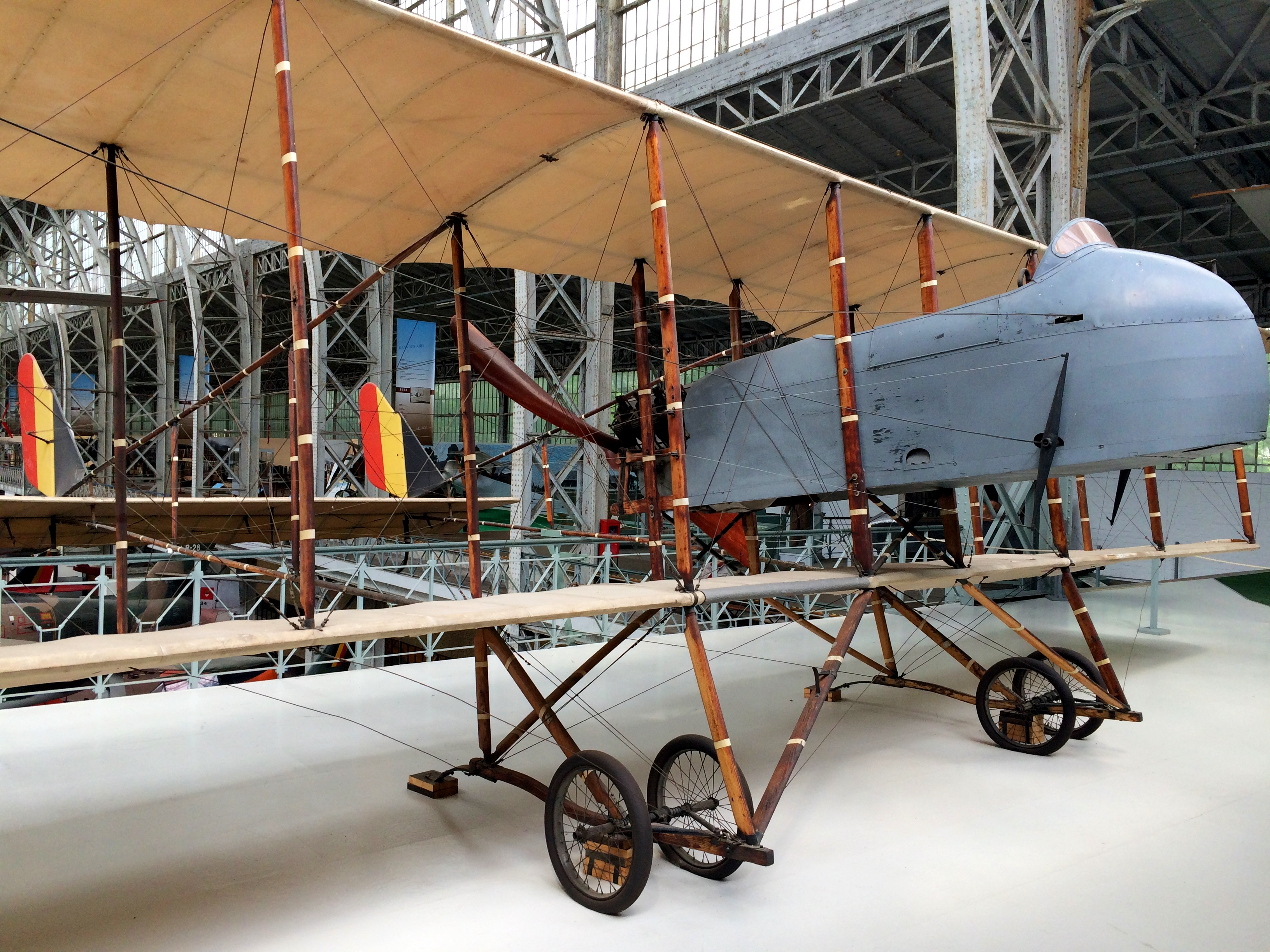
Un MF11 de la Force aérienne belge utilisé durant la Première Guerre mondiale.

## Opérateurs
- Belgique
- France
- Italie
- Royaume-Uni
- Russie
- Suisse Un avion fait un atterrissage forcé à Porrentruy le 11 août 1915. Il est interné puis utilisé par les troupes d'aviation suisses pour l'entrainement et la reconnaissance. Le 7 juillet 1916 un accident au décollage détruit l'avion et tue le pilote. Le moteur est exposé au Musée du matériel aéronautique du service des aérodromes militaires à Dubendorf. Un autre MF-11 posé en Suisse à cause de la météo sera rendu à son pays d'origine[3].